# Глогова (Вишеград)
Глогова (серб. Глогова / Glogova) — село в общине Вишеград Республики Сербской Боснии и Герцеговины. Население составляет 48 человек по переписи 2013 года.

## Население[3]
По данным на 1991 год, в селе проживали 52 человека, из них:
- 49 — сербы,
- 2 — бошняки,
- 1 — югослав.